# Харпалика (сателит)
Харпалика или Јупитер XXII је ретроградни неправилни Јупитеров природни сателит. Открио ју је тим астронома са Универзитета на Хавајима, на челу са Скотом Шепардом (енгл. Scott Sheppard) 2000. године, када је новооткривено небеско тело названо S/2000 J 5. У августу 2003. године добила је свој садашњи назив, и то по кћерки краља Аркадије Климена — Харпалици. Припада Ананкиној групи Јупитерових природних сателита. Њен пречник износи око 4 km.